# Condado de Oria
El condado del Oria fue un título nobiliario español concedido el 5 de noviembre de 1876, por el pretendiente carlista "Carlos VII" a favor de Tirso de Olazábal y Lardizábal (1842-1921), I conde de Arbelaiz, senador del Reino, y diputado a Cortes por Guipúzcoa (1867-1871).

## Denominación
El título de conde de Oria debió su nombre al municipio de Villafranca de Oria, hoy Villafranca de Ordizia, en la provincia de Guipúzcoa, sede de la Casa-Palacio de Abaria, cabeza del mayorazgo fundado en el siglo XVII por Francisco de Abaria. Dicho edificio pasó por matrimonio a la familia de Olazábal y fue propiedad de Tirso de Olazábal y Lardizábal. Durante la guerra civil y por ocasión de las Juntas carlistas que allí se celebraron, sirvió de alojamiento a "Carlos VII".

## Condes de Oria
|                                           | Titular                                   | Periodo                                   |
| Creación por el pretendiente "Carlos VII" | Creación por el pretendiente "Carlos VII" | Creación por el pretendiente "Carlos VII" |
| ----------------------------------------- | ----------------------------------------- | ----------------------------------------- |
| I                                         | Tirso de Olazábal y Lardizábal            | 1876-1921                                 |

## Historia de los condes de Oria
- Tirso de Olazábal y Lardizábal (1842-1921), I conde de Oria, I conde de Arbelaiz (2 de octubre de 1874), senador del Reino y diputado a Cortes por Guipúzcoa (1867-1871).[3]

1. Casó con Ramona Álvarez de Eulate y Moreda.

Sus sucesores no solicitaron el reconocimiento como título del Reino, en especial a partir de la restauración de la legislación nobiliaria de 1948 cuando habría sido posible hacerlo. En consecuencia, y a tenor de lo previsto en el Decreto 222/1988, el título debe considerarse como caducado en la actualidad.
Destino diferente tuvo el otro título otorgado también a Tirso de Olazábal y Lardizábal, por el mismo pretendiente "Carlos VII": el título de conde de Arbelaiz. Sus descendientes sí que solicitaron -y obtuvieron- el Reconocimiento de este título como Título del Reino, el 16 de abril de 1964, manteniendo su vigencia en la actualidad. La línea sucesoria de ambos títulos es la misma, por lo que puede seguirse la sucesión del condado de Oria en la página correspondiente al condado de Arbelaiz.